# Metophthalmus hungaricus
Metophthalmus hungaricus is een keversoort uit de familie schimmelkevers (Latridiidae). De wetenschappelijke naam van de soort werd in 1908 gepubliceerd door Edmund Reitter.